# اتحادیه کارگران حمل و نقل و عمومی بریتانیا
|                                                                                |  |  |
| درب ورودی ساختمان مرکزی. (نگاره سمت راست) ساختمان مرکزی در لندن.(نگاره سمت چپ) |  |  |

اتحادیه کارگران حمل و نقل و عمومی بریتانیا به اختصار TGWU، یکی از مهمترین اتحادیه‌ها در بریتانیا و ایرلند می‌باشد که در سال ۱۹۲۲ (میلادی) تأسیس شد. این اتحادیه چه از لحاظ بزرگی و چه از لحاظ قدرت و نفوذ، اتحادیه‌ای سرشناس به حساب می‌آید. گروه‌های مختلف کارگری، تحت حمایت این سازمان می‌باشند. به عنوان مثال کارگران بخش حمل و نقل، مهندسین و کارمندان از جمله این گروه‌ها هستند. در سال ۱۹۲۲، چهارده اتحادیه مختلف با هم ادغام شده و این اتحادیه را به وجود آورند. اتحادیه کارگران حمل و نقل و عمومی بریتانیا سابقه طولانی در زمینه همکاری و ارتباط با حزب کارگر بریتانیا دارد. این اتحادیه در سال ۲۰۰۶ دارای ۸۰۰٫۰۰۰ عضو بود. در اول مه ۲۰۰۷ این اتحادیه منحل گردید و با اتحادیه‌های متحد یا Unite the Union ادغام شد. 